# 墨西哥若花鱂
墨西哥若花鱂，為輻鰭魚綱鯉齒目鯉齒亞目花鳉科的其中一種，分布於中美洲墨西哥米卻肯的淡水流域，體長可達3.5公分，棲息在流動快速的溪流，屬雜食性，生活習性不明。

## 擴展閱讀
維基物種上的相關：墨西哥若花鱂